# Chiesa di San Rocco (Torino)
La chiesa di San Rocco è una delle chiese di Torino, sita in via San Francesco d'Assisi.

## Storia
Il culto di San Rocco della Croce, Principe di Montpellier era già diffuso tra i torinesi fin dagli inizi del XVI secolo, infatti una cappella a lui dedicata sorgeva presso le fontane di Santa Barbara ed era affidata alle cure dei Disciplinanti di San Rocco.
Quando, nel 1598, si ebbero a Torino le prime avvisaglie di una nuova pestilenza, 35 confratelli lasciarono la numerosa e fiorente Confraternita di Santa Croce e ottennero dall'arcivescovo Carlo Broglia, con decreto del 7 settembre 1598, il consenso di formare una nuova confraternita, denominata di San Rocco Morte ed Orazione, con la facoltà di officiare presso la cappella della Madonna delle Grazie nella parrocchiale di San Gregorio, che si trovava all'angolo tra la Via Dora Grossa (Via Garibaldi) e la Via Genova (Via San Francesco d'Assisi), di fronte alla torre del comune. Fin dalla sua istituzione la Confraternita ebbe come scopo precipuo quello di dare sepoltura ai cadaveri abbandonati.

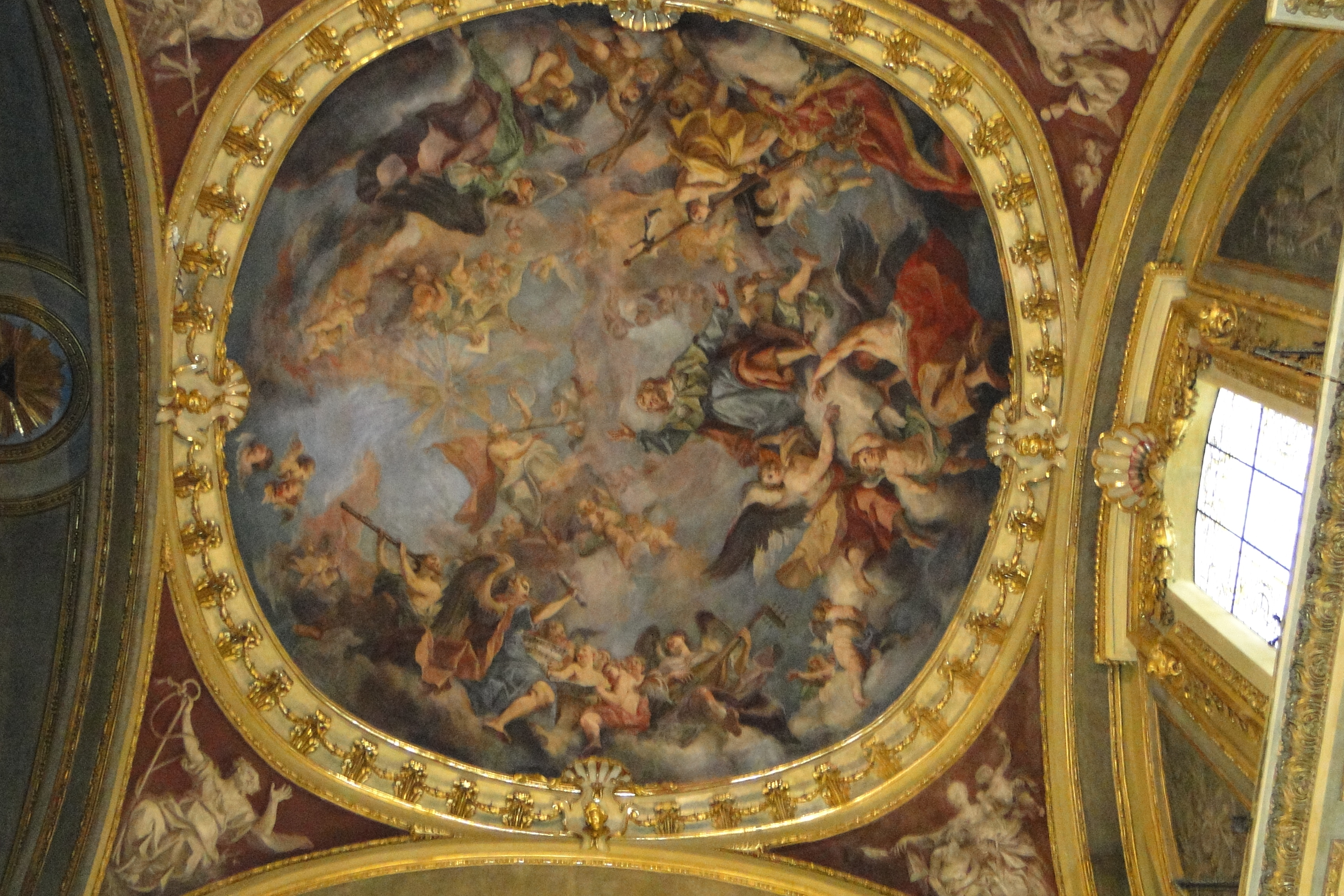
Apoteosi di san Rocco, realizzata da Rocco Comaneddi nel 1791 - Volta del catino nella chiesa di San Rocco.

La cappella della Grazie si rivelò ben presto troppo angusta per l'aumentato numero dei confratelli, i quali si accordarono con Francesco Broglia, anch'egli confratello di San Rocco e proprietario della cappella, e decisero di ampliarla.
Vennero demolite la chiesa e la cappella e fu costruito un nuovo edificio; i lavori vennero compiuti nel 1617, su progetto dell'ingegnere ducale Carlo di Castellamonte. Si costituì un'unica struttura avente facciata comune divisa da un muro nel senso della lunghezza, ma con due distinte porte d'ingresso, rispettivamente in direzione degli altari della Madonna delle Grazie e di San Gregorio; nello spazio tra una porta e l'altra si doveva collocare una statua di San Rocco.
Con il passare del tempo, tra la Confraternita di San Rocco e il clero sorsero delle divergenze, nel 1662 il Governo, allo scopo di agevolare i Padri della Missione, decise di sopprimere la parrocchia di San Gregorio e la dote assegnata ai Padri della Missione e la sua giurisdizione ripartita fra le vicine parrocchie. La Confraternita, assumendosi l'incarico di ricostruire la dote della parrocchia di San Gregorio, ne ottenne il ripristino e il patronato e decise di trasformare le due piccole chiese in una sola più ampia. A tale scopo acquistarono anche una casa attigua dal conte Vittorio Baratta e alcune case vicine ed iniziarono la costruzione di una nuova chiesa sul disegno del confratello, l'architetto Francesco Lanfranchi, il quale, coadiuvato dal figlio Carlo Emanuele, iniziò i lavori della nuova chiesa nel 1667.
Nel 1690 il mastro scalpellino Filippo Patalino s'impegnò a fabbricare la facciata entro il mese di agosto, ma i lavori andarono oltre il tempo stabilito per la mancanza di fondi; furono ultimati soltanto nel 1780, con l'ausilio di Vittorio Amedeo III. Il teologo e avvocato don Emilio Palliano il 9 giugno del 1671 era stato nominato il primo parroco della nuova chiesa e gli fu affidata una rendita annua di 30 ducatoni ed «[…] una casetta in Via delle Orfane dove eravi un affresco di San Rocco nel muro […]»
Nel 1620 alcuni confratelli si recarono ad Arles per ottenere una reliquia del loro Santo protettore, che venne in seguito riposta in un'urna di cristallo regalata dalla Madama Reale Maria Cristina e collocata sotto la mensa.
Agli inizi del Settecento la fisionomia della chiesa aveva assunto quasi interamente l'aspetto attuale, nel 1717 fu costruito l'altare della Madonna su disegno di Francesco Crotti realizzato dal "minusiere" Antonio Casanova e nel 1725 si procedette all'innalzamento del campanile.

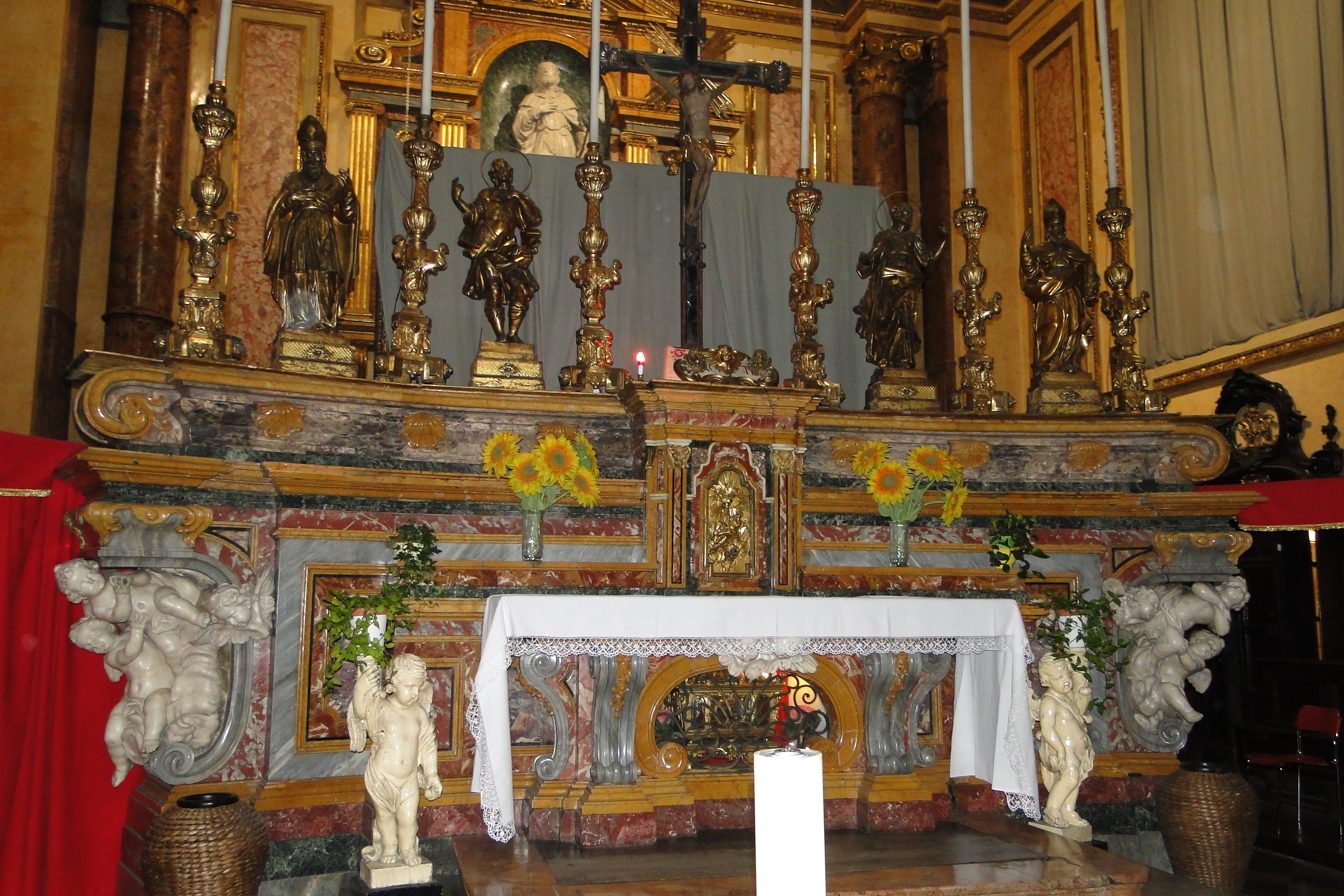
Altar maggiore della chiesa di San Rocco

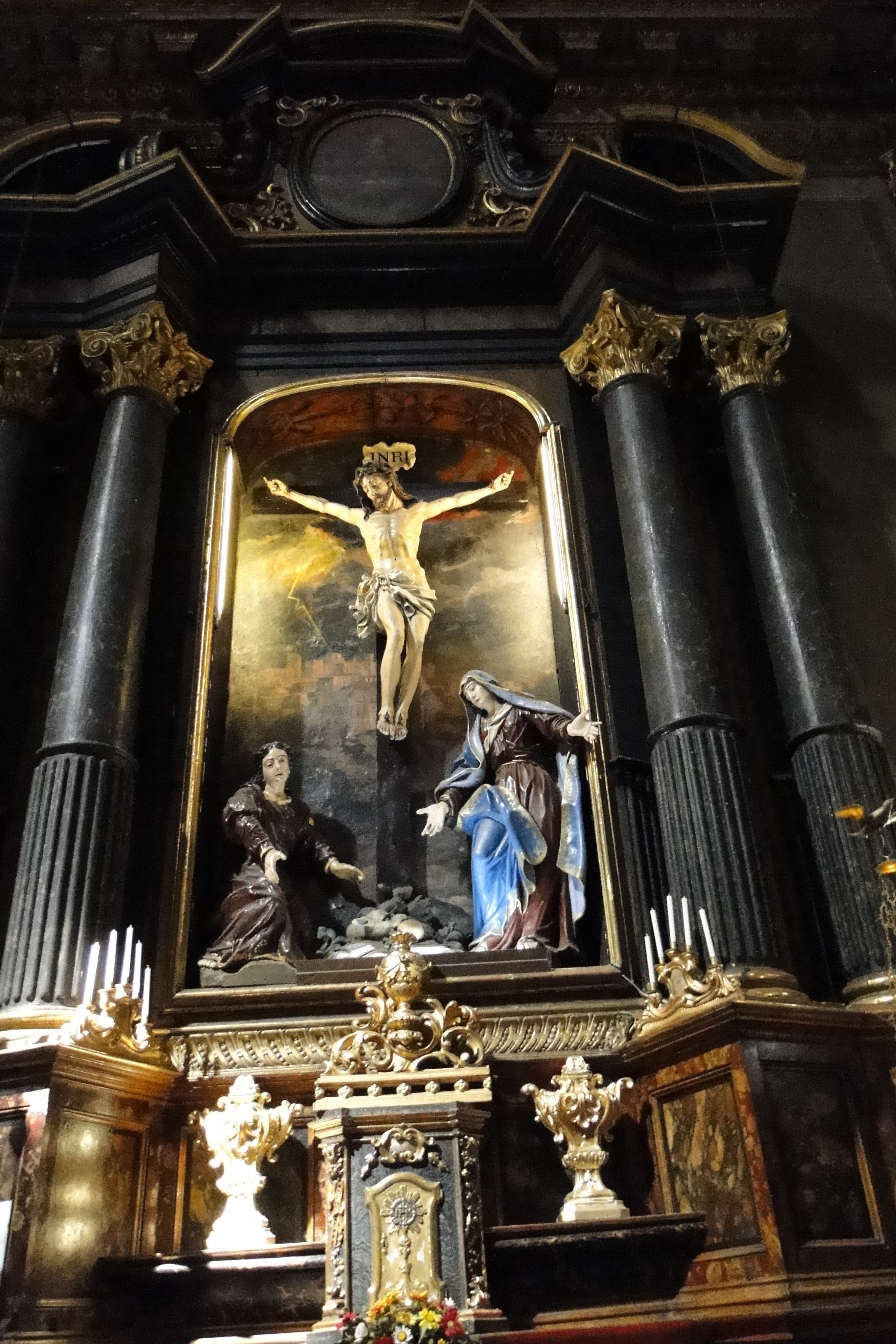
Crocifissione, di Stefano Maria Clemente, altare laterale sinistro della chiesa di San Rocco a Torino

Nel 1755 Bernardo Vittone progettò un nuovo altare maggiore, per sostituire quello precedente in legno, composto da marmi. Tra il 1772 e il 1774 si dava assetto definitivo al coro. Nel 1780 fu eretta la facciata su progetto di Pietro Tommaso Beria, che tuttavia fu sostituita con i lavori connessi all'ampliamento della via, del 1885, allorché la Confraternita dovette cedere alla città la porzione del fabbricato della chiesa di San Rocco comprensivo nell'allargamento della via.
La città di Torino assunse l'obbligo di eseguire a sue spese tutte le opere di demolizione e quelle di costruzione della nuova facciata; i lavori vennero eseguiti nel 1890.
Importanti lavori di abbellimento furono eseguiti nel 1830, diretti dall'architetto Lorenzo Panizza.
I confratelli si sono da sempre occupati di seppellire i cadaveri abbandonati, si istituì infatti la Pia Società delle Sepolture che svolgeva principalmente tale funzione.
Fra i sepolti dalla Pia Società è ricordata una giovane cucitrice di Parigi suicida per amore, ripescata nel Po e seppellita nella cappella sotterranea. Questa parrocchia, una delle più antiche in città, contava parecchie famiglie di ricchi borghesi e commercianti che abitavano nei dintorni e che vi ebbero sepoltura, le loro tombe non sono più reperibili ma molte iscrizioni risultano sui muri della cappella sotterranea.
Durante l'ultimo conflitto, le incursioni aeree, soprattutto quella del 13 luglio 1943, provocarono gravi danni in seguito riparati.

## Descrizione
A pianta ottagonale, fu eretta in stile barocco, ma la cupola e il tamburo, sono rimasti incompiuti.

### Esterno
Dall'esterno della chiesa sono visibili la facciata (costretta fra le case adiacenti) e il tiburio ottagonale che prospettano sulla via San Francesco d'Assisi. La facciata, ideata dall'ingegnere Carlo Velasco e realizzata dopo il 1985, presenta due ordini di lesene e, ai lati dell'ingresso, nelle due nicchie le statue di San Rocco e Sant'Espedito (inserite nel 1924).

### Interno

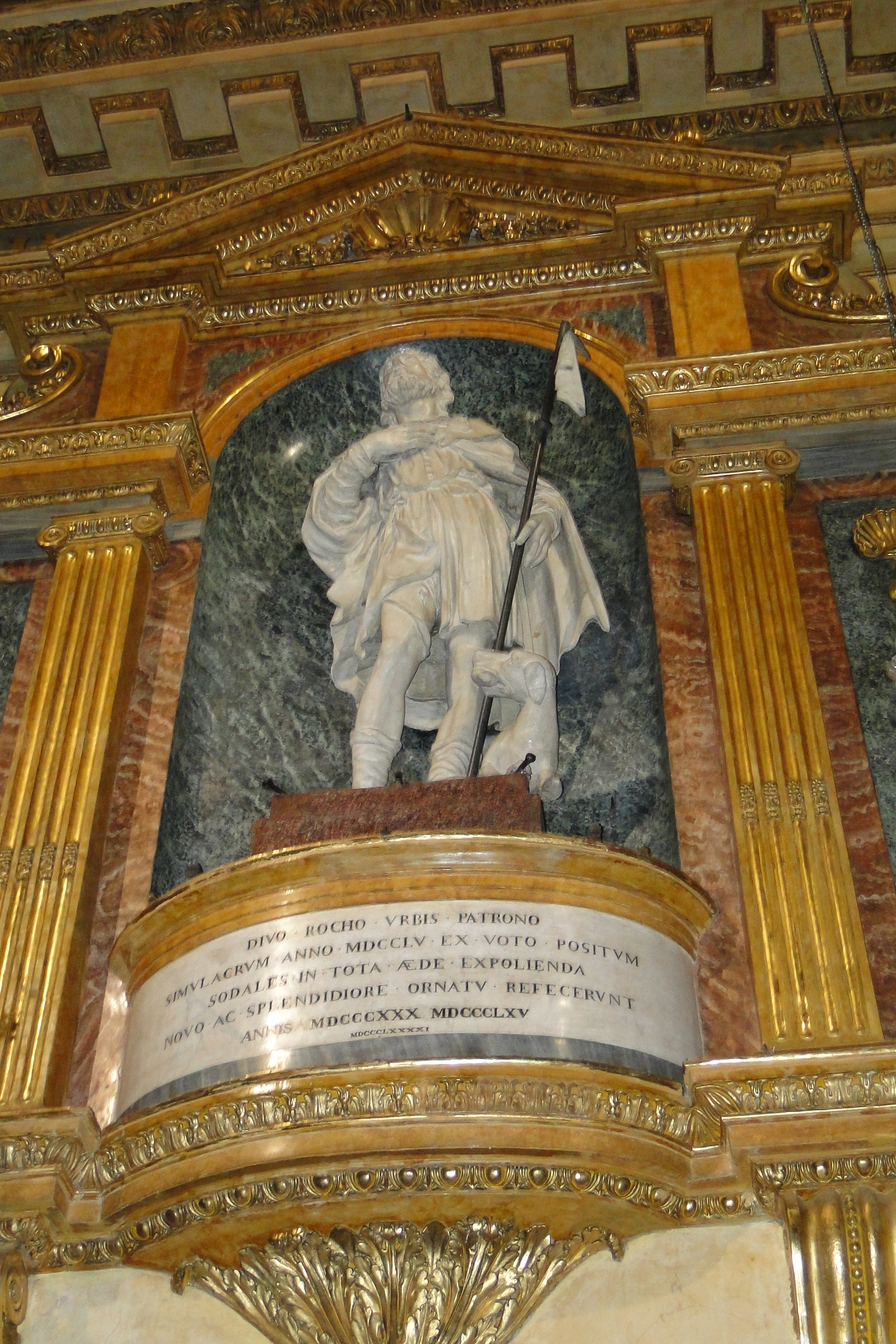
Statua lignea di san Rocco, opera di Carlo Amedeo Botto

L'interno della chiesa, riccamente decorato, è dominato da una vasta cupola ottagonale affrescata in cui si aprono otto vetrate, venti colonne accoppiate sostengono la trabeazione, il tamburo e il lanternino.
La volta a catino è decorata con un grande affresco raffigurante la glorificazione di San Rocco, sulle pareti del coro una grande pala del pittore torinese Giovanni Antonio Mari, raffigurante San Rocco che predica agli appestati e in una grande tela è rappresentata la scena del Transito di San Rocco. Sopra gli stalli, in una nicchia, è collocata una grande statua lignea di San Rocco dello scultore Carlo Amedeo Botto dell'Ordine dei Camaldolesi.
Alle pareti interne della facciata vi sono due confessionali, le cappelle laterali hanno colonne in legno dipinto in finto marmo. Nella cappella di destra vi è conservata in una nicchia la statua in pietra della Madonna delle Grazie e sotto l'altare la statua lignea di sant'Avventino, protettore dal mal di testa. 

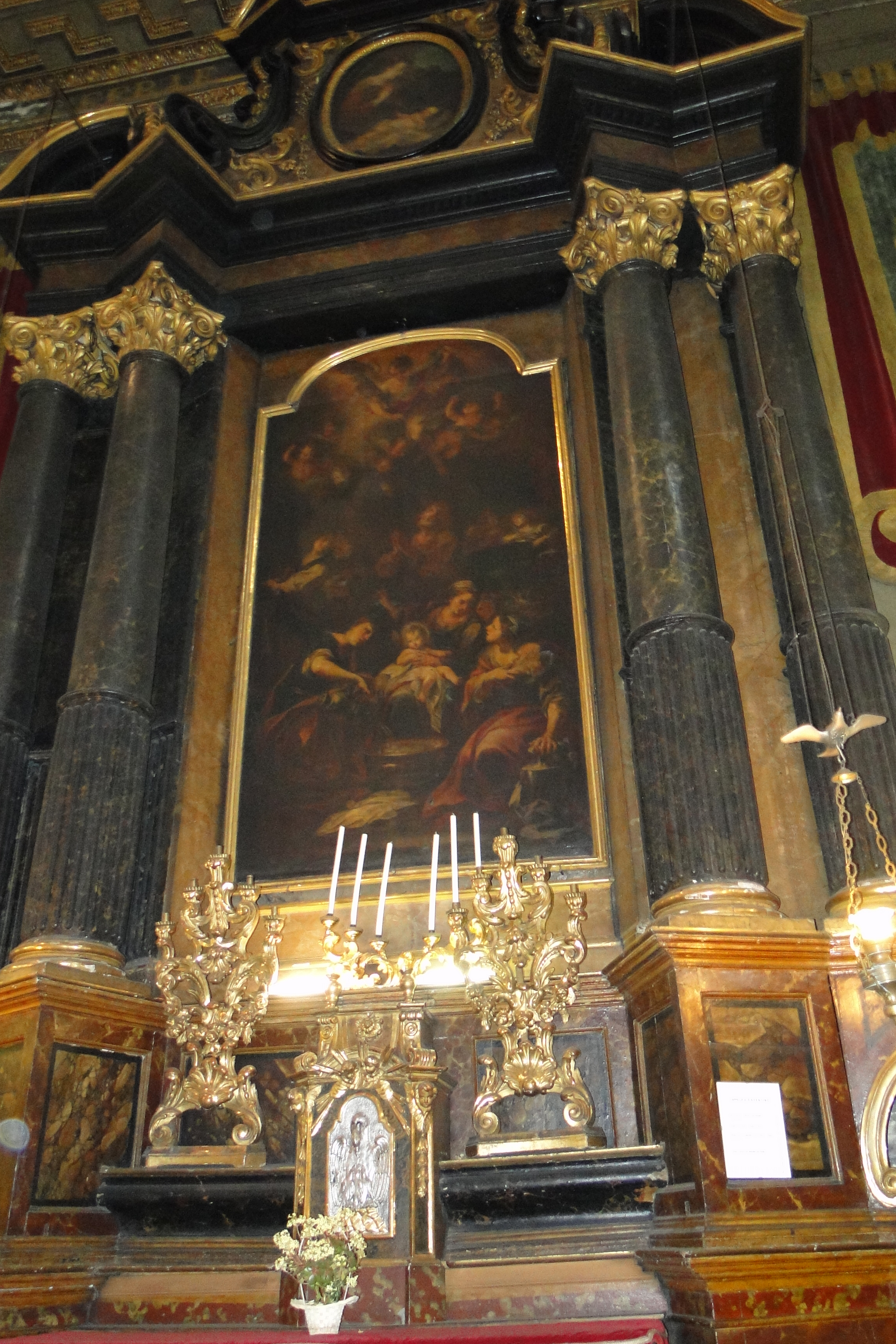
Nascita della Vergine di Alessandro Mari, cappella laterale destra

Il pavimento del presbiterio è un intarsio di lastroni di marmo variamente colorati, la balaustra è del 1754, nella nicchia absidale è inserita la statua lignea scolpita da Pietro Botto e ubicata inizialmente sulla facciata esterna; l'affresco della volta rappresenta gli episodi della vita del santo.
L'altar maggiore, composto da marmi policromi di Valdieri, di Susa, di Frabosa e di alabastro di Busca, reca sulla cimasa un crocefisso tra quattro statuette dorate di santi, intervallati da candelabri argentati e dorati, ed è stato realizzato su progetto di Bernardo Antonio Vittone, arricchito con statue di Carlo Amedeo Botto.
L'altare di destra reca la pala di Alessandro Mari, La nascita della Vergine; nell'abside Storie di San Rocco, dello stesso Mari insieme a Tarquinio Grassi.
Sull'altare di sinistra una Crocifissione dello scultore Stefano Maria Clemente.

## Sacrestia
La sacrestia conserva un grande armadio in noce che ricopre l'intera parete ed è scolpito a colonnine, fregi e putti; in un vano del corridoio è presente un lavabo in marmo del 1670 usato come fonte battesimale.